# 車柱完
車柱完（1999年5月6日—），本名白珗宇（백선우），韓國模特兒、男演員。學生時代是足球員，曾在2017年韓國全國高中足球聯賽上半季聯賽中獲得守門員獎。因後來受傷，轉為以模特兒活動，擔任MUSINSA、SUNDUK JEJU等品牌模特兒，並於2021年，以演員身份在KBS2《學校2021》正式出道。

## 演出作品

### 電影
| 年份 | 片名        | 角色   | 性質 |
| 2024 | 《Victory》 | 천진탁 | 配角 |

### 電視劇
| 年份 | 電視台        | 劇名                 | 角色   | 性質   |
| 2021 | KBS2          | 《學校2021》         | 崔太康 | 男配角 |
| 2024 | Cinema Heaven | 《戀愛至上主義區域》 | 車如雲 | 主演   |

### 音樂錄影帶
| 日期       | 演唱歌手 | 歌曲名稱 |
| 2023.05.04 | aespa    | Thirsty  |

## 音樂作品

### OST
| 發行日期 | 戲劇名稱                    | 歌曲名稱      |
| 待公布   | 《戀愛至上主義區域》 Part.2 | Still a child |

## 綜藝節目
| 年份 | 日期  | 電視台                                           | 節目名稱                 |
| 2024 | 06.25 | 洪錫天的寶石盒官方YouTube （页面存档备份，存于） | 《洪錫天的寶石盒 2》E.17 |

## 粉絲見面會
| 年份 | 日期  | 活動名稱                          | 舉行地點                                             | 備註                 |
| 2024 | 03.16 | 戀愛至上主義區域(外傳)            | 誠信女子大學 雲庭綠色校區 (성신여대 운정 그린캠퍼스) | 當日兩場，含線上直播 |
| 2024 | 04.27 | 車柱完生日粉絲見面會;찻잔         | Ilchi Art Hall (일지아트홀)                          | 當日兩場，含線上直播 |
| 2024 | 07.14 | [ Like Fate ] 命中注定 (운명처럼) | 澳門漁人碼頭會議中心 HALL2                           | 與李泰彬             |

## 外部連結
- 車柱完的Instagram帳戶
- 車柱完的新浪微博